# 세이셸의 코로나19 범유행
다음은 세이셸의 코로나19 범유행 현황에 대한 설명이다.
COVID-19 대유행은 2020년 3월에 세이셸에 도달한 것으로 확인되었다. 프라슬랭섬, 라디그섬, 실루엣섬, 아우터섬에서는 어떠한 사례도 보고되지 않았다.

## 배경
세계보건기구(WHO)는 12일 2019년 12월 31일 처음 WHO의 주목을 받았던 중화인민공화국 후베이성 우한시의 한 집단에서 신종 코로나바이러스가 호흡기 질환의 원인임을 확인했다. 이 군단은 처음에 우한화난수산물도매시장과 연결되어 있었다. 그러나 실험실 확정 결과가 나온 그 첫 사례들 중 일부는 시장과 연관성이 없었고, 전염병의 근원은 알려져 있지 않다.
2003년 사스와 달리 COVID-19의 경우 치명률은 훨씬 낮았지만, 총 사망자 수가 상당할 정도로 감염 경로는 훨씬 더 컸다. COVID-19는 전형적으로 약 7일 정도의 독감과 유사한 증상을 보이며, 그 후 일부 사람들은 병원에 입원해야 하는 바이러스성 폐렴의 증상으로 발전한다. 3월 19일부터 COVID-19는 더 이상 "높은 결과 감염병"으로 분류되지 않았다.

## 연혁
세이셸은 2020년 3월 14일 첫 두 건의 COVID-19 사례를 보고했다. 두 사건은 이탈리아에서 양성반응을 보인 누군가와 접촉한 사람들이었다.
3월 15일, 네덜란드에서 도착한 세 번째 사례가 확인되었다.
3월 16일 현재 확인된 건수는 4건이다. 새로운 사례도 네덜란드에서 도착했다.
4월 6일 확진 환자가 11명, 환자 2명이 퇴원했다.

## 같이 보기
- 아프리카의 코로나19 범유행
- 나라별 코로나19 범유행